# Кашпуровка
Кашпуровка (укр. Кашпурівка) — село,
Грушинский сельский совет,
Первомайский район,
Харьковская область, Украина.
Код КОАТУУ — 6324582506. Население по переписи 2001 года составляет 119 (59/60 м/ж) человек.

## Географическое положение
Село Кашпуровка находится на правом берегу реки Орелька,
выше по течению на расстоянии в 4 км расположено село Грушино,
ниже по течению примыкает село Ржавчик.
На расстоянии в 4 км расположен город Первомайский.

## История
- 1925 — дата основания.